# Französische Luisenstadtkirche

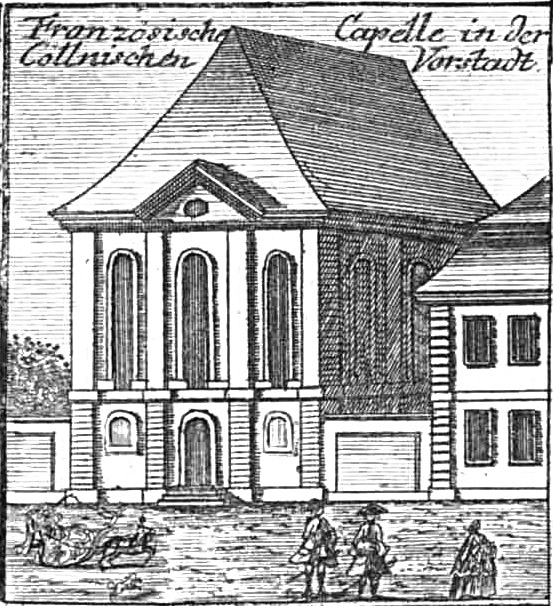
Die Französische Kapelle, 1757

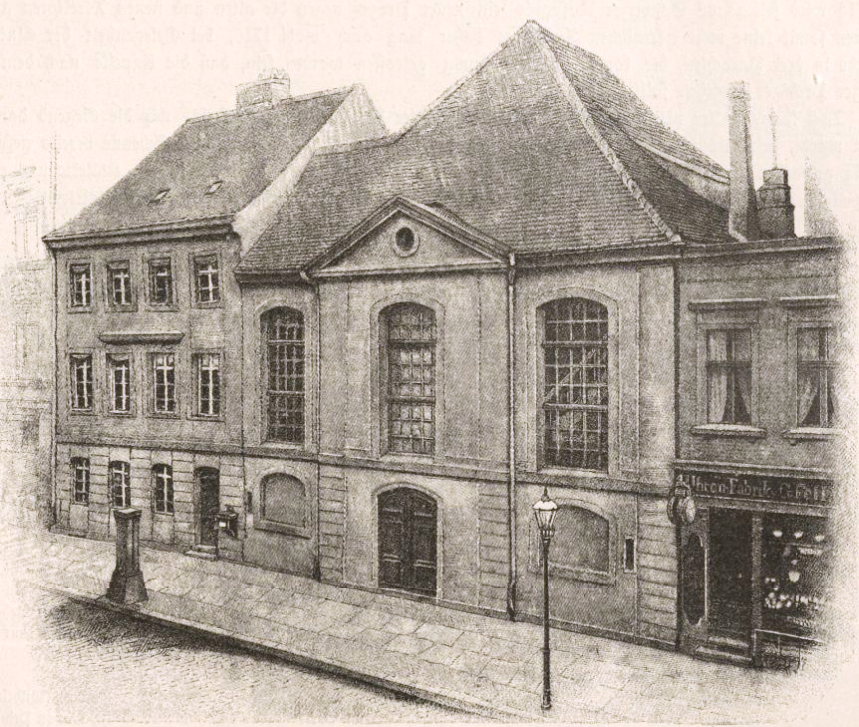
Französische Luisenstadtkirche mit Predigerhaus (links) und einem Geschäftshaus von 1883 (rechts)

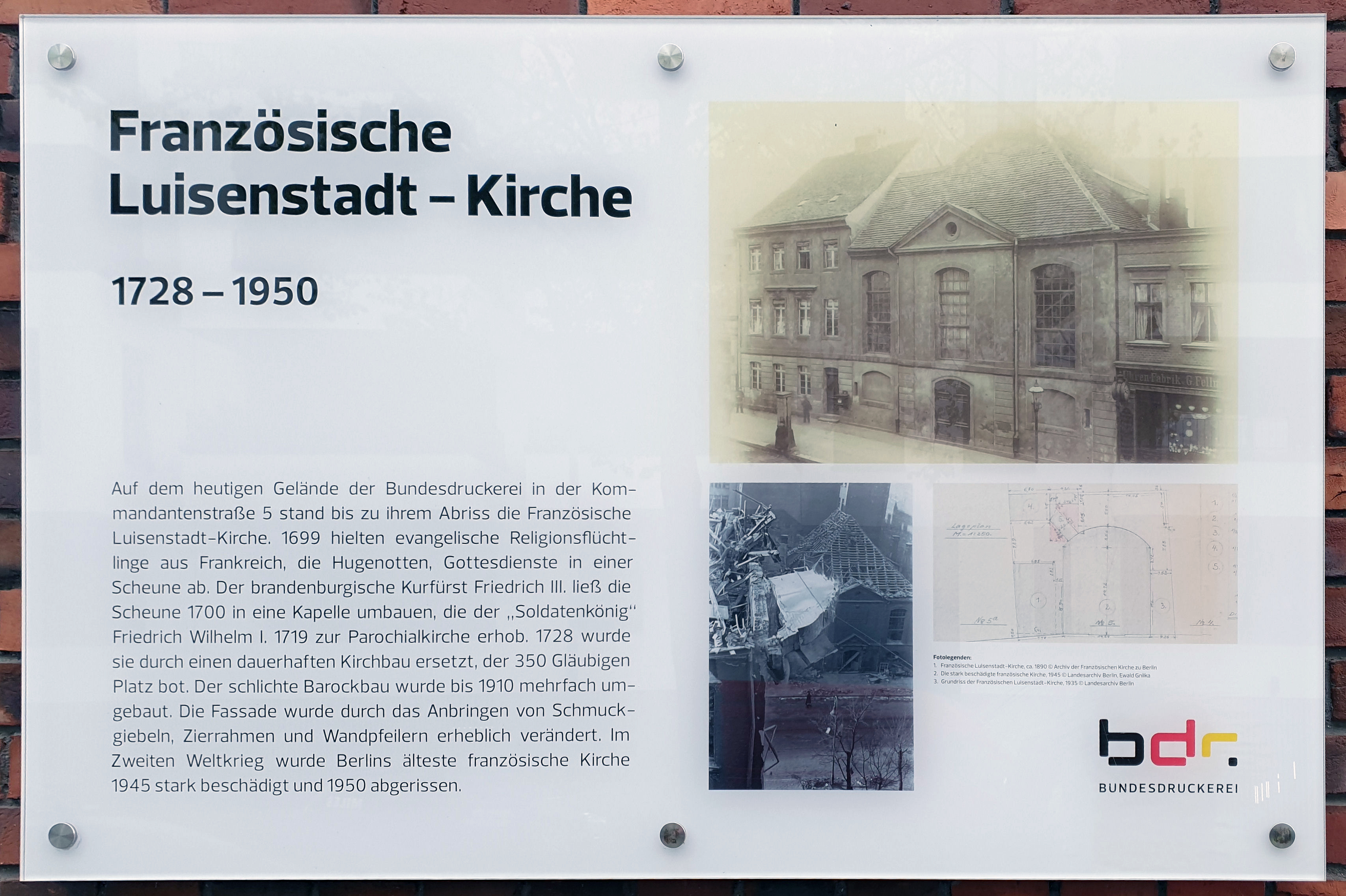
Gedenktafel Kommandantenstraße 13

Die Französische Luisenstadtkirche, auch Melonenkirche genannt, war eine der ältesten Kirchen der Hugenotten in Berlin. Sie stand bis 1950 in der Kommandantenstraße im heutigen Berliner Ortsteil Kreuzberg des Bezirks Friedrichshain-Kreuzberg.

## Geschichte
Im Jahr 1699 schenkte Kurfürst Friedrich III. den Glaubensflüchtlingen aus Frankreich und der Schweiz eine Meierei in der Scheunengasse (ab 1763: Neue Kommandantenstraße, ab 1846: Kommandantenstraße). In der Scheune wurde ein Bethaus des Maison de Refuge eingerichtet. Am 23. Juni 1700 erfolgte ein Bericht über die Aufnahme der Gottesdienste und am 11. Juli 1700 die Einweihung. Zu dieser Zeit war die Kapelle noch unabhängig vom Französischen Konsistorium. 1719 erhielt die Kapelle den Status einer Parochialkirche und Friedrich Wilhelm I. ordnete den Bau einer steinernen Kirche an. 1727 kam der königliche Befehl zum Neubau. Die Gemeinde hatte die erforderlichen Gelder gesammelt. Hierauf trat das Maison de Refuge das Grundstück an das Französische Konsistorium ab. 1728 wurde eine kleine Kirche gebaut und am 21. März eingeweiht. Sie bot 350 Gläubigen Platz. Die Kirche hieß zuerst Französische Kirche (bzw. Kapelle) in der Köllnischen Vorstadt. Im Volksmund hatte sie den Namen Melonenkirche, vermutlich in Anspielung auf die von den Hugenotten in der Nachbarschaft betriebenen Gärtnereien. Der Platz links neben der Kirche wurde bis 1846 als Begräbnisplatz genutzt. 1763 wurde auf dem Grundstück ein Predigerhaus gebaut. 1795 erhielt die Kirche eine Orgel. Mit der Namensgebung der Luisenstadt im Jahr 1802 bekam die Kirche den Namen Französische Luisenstadtkirche. 1820 erfolgte eine gründliche Renovierung der Kirche und 1880 eine gründliche Renovierung des Inneren. Rechts neben der Kirche wurde unter der Leitung des Kirchenältesten Gustav Adolph Gaillard 1883 ein Geschäftshaus mit darüberliegender Wohnung errichtet.
Zu den herausragenden Predigern der Kirche gehörte von 1926 bis 1934 Ernst Mengin. 1943 erlitt die Kirche schwere Kriegsschäden und die Ruine wurde 1950 abgerissen. Heute gehört das Grundstück zum Gelände der Bundesdruckerei und nur eine Gedenktafel erinnert an die Kirche.